# Fiona Dolman
Fiona Dolman (Findhorn Schotland,  1 januari 1970) is een Britse actrice. Ze is vooral bekend voor haar rol als Miss Pamela Andrews in de ITV-dramaserie en spin-off The Royal Today, en voor de rol van Jackie Rosemary Lambert Bradley, PC Mike Bradley's advocatenvrouw in Heartbeat. Ze was ook te zien in de vampierenserie Ultraviolet op Channel 4.
Fionas ouders zijn Rosemary en Gordon Dolman. Ze verhuisde naar Gibraltar toen haar vader daar als RAF-piloot werd geplaatst. Ze won prijzen in de dameswindsurfkampioenschappen op de leeftijd van 14, 15 en 16. Ze is de jongste dochter van vier kinderen.
Fiona Dolman is getrouwd geweest met regisseur Martin James Curry, die bij Heartbeat werkte als regieassistent, waar hun eerste ontmoeting plaatsvond (8 mei 2000 - 2011). Ze heeft een dochter (2013). Dolman was ook kort in het BBC-programma Paradox. Ze verscheen ook in de BBC-serie Waterloo Road in augustus 2010 als brigadier.
Vanaf april 2011 verscheen ze als Sarah Barnaby, de vrouw van DCI John Barnaby en de nieuwe hoofddocent aan Causton Comprehensive School in Midsomer Murders.